# Firdausi Qadri
Firdausi Qadri, nascuda a Bangladesh el 31 de març de 1951, és una immunòloga bengalí especialista en les malalties infeccioses. Actualment treballa com a directora del Centre for Diarrheal Disease and Research de Bangladesh per a la investigació sobre les malalties diarrèiques.

## Biografia

### Educació
Qadri cursà el batxillerat l'any 1975 i la seva llicenciatura en bioquímica i biologia molecular a la Universitat de Dhaka, a Bangladesh, l'any 1977. L'any 1980 obtingué el doctorat en bioquímica i immunologia a la Universitat de Liverpool, al Regne Unit. Efectuà les seves investigacions postdoctorals en immunologia al Centre internacional per a la recerca sobre les malalties diarreiques de Bangladesh.

### Carrera
El 1998, Qadri es va incorporar a aquest centre com a científica associada. Actualment és científica principal i directora del Centre for Vaccine Science al Centre international per la recerca sobre les malalties diarreiques (icddr, b). Ha treballat més de 25 anys en el desenvolupament de vacunes contra el còlera i té experiència en altres malalties infeccioses com l'ETEC (Escherichia coli Enterotoxigénica), el tifus, l'Helicobacter pylori, el rotavirus, etc. És presidenta de l’Institut per al desenvolupament d’iniciatives científiques i sanitàries.

## Investigacions
Qadri ha concentrat les seves investigacions en les malalties entèriques, en particular en l'àmbit de la immunologia, de la genòmica, de la tecnologia i del diagnòstic proteòmic i desenvolupament de vacunes. S'ha dedicat a introduir una nova vacuna oral contra el còlera a Bangladesh, que substitueixi Dukoral, que resulta massa cara per als pobres i poc rendible com a eina de salut pública. Va demostrar l'eficàcia de la vacuna Shanchol a la població massiva de les zones de Dhaka i després va treballar per adoptar-la com a eina d'intervenció de salut pública a Bangladesh, incloent-hi els refugiats Rohingya. També es va centrar a estudiar la resposta immune en persones infectades amb Helicobacter pylori a Bangladesh i les respostes en pacients amb febre tifoide, així com en els vacunats.

## Distincions i guardons
- 2005: Medalla d'or de l'Acadèmia de les Ciències del Bangladesh.[12]
- 2012: Gran premi de la Fundació Christophe i Rodolphe Mérieux.[13] Aquest premi li permet la creació de l'Institut per al desenvolupament de les iniciatives científiques i sanitàries (ideSHi) l'any 2014[14]
- 2013: Premi CNR Rao de la World Academy of Ciències.[15]
- 2014: membre d'un grup de reflexió de l'Organització de les Nacions Unides sobre els aspectes organitzatius i operatius d'un projecte de banca de tecnologies i de mecanisme de suport a la ciència, la tecnologia i la innovació dedicat als països menys avançats.[16]
- 2020: Premi L'Oréal-Unesco per a les dones i la ciència «pels seus treballs excepcionals en la comprensió i la prevenció de les malalties infeccioses en els nens dels països en vies de desenvolupament, per a la posada en marxa d'un diagnòstic precoç i d'una campanya de vacunació amb impacte sobre la salut mundial».[17]

És igualment membre fundadora del Consell consultiu de la Societat de microbiologia de Bangladesh, ambaixadora internacional de la Societat americana de microbiologia per a Bangladesh i membre de l'Acadèmia de les Ciències de Bangladesh des de 2008.